# Аллуане
Аллуане (фр. Alloinay) — муніципалітет у Франції, у регіоні Нова Аквітанія, департамент Де-Севр. Аллуане утворено 1 січня 2017 року шляхом злиття муніципалітетів Лез-Алле i Гурне-Луазе. Адміністративним центром муніципалітету є Гурне-Луазе. Населення — 903 особи (01.01.2021).